# 小林親弘
小林親弘（日语：／ Kobayashi Chikahiro，1983年9月5日—），是日本男性演員和聲優。愛知縣出身。身高177cm、體重64kg。圓演劇研究所（2007年－）畢業，現今為Atomic Monkey（2023年－）所屬。

## 人物
愛知學院大學文學部歷史專業畢業後，2007年畢業於圓演劇研究所，2009年演劇集團圓畢業。
音域屬於男中音。興趣是馬術（4級）。

## 出演作品
※ 粗體字為主要角色。

### 電視劇
- WALKING EYES アルクメデス（NHK綜合頻道）[3]
- 水曜ミステリー9 旅行作家・茶屋次郎 第9作「笛吹川殺人事件」（2011年11月30日、テレビ東京） - 刑事 役
- 土曜ドラマスペシャル 負けて、勝つ 〜戦後を創った男・吉田茂〜 第五回（2012年10月6日、NHK総合テレビジョン）
- 水曜ミステリー9 刑事の証明 第4作「誇り〜宝石強盗殺人! 正義の殉職!? 復讐を誓う黙祷の美女の正体を暴け」（2012年10月31日、テレビ東京）
- 土曜ワイド劇場 天才刑事・野呂盆六 第7作「美しき母の伝説」（2013年3月16日、ABCテレビ） - 白井 役

### 電視動畫
2013年
- 鋼彈創鬥者（服務員）
- 義風堂堂！！兼續和慶次（聯合軍兵）
- 銀狐（社員）
- 精靈寶可夢 THE ORIGIN
- 蟲奉行[2]（白榊夢久 他[1]）

2014年
- 填充幸福 光之美少女！（假屋崎會長）
- 棺姬嘉依卡（士兵）
- 蟲師 續章（薰的父親）
- 妖怪手錶（情侶〈男〉）

2015年
- 鋼彈 Reconguista in G（工作人員、飛行員）
- 銀魂゜（新聞主播）

2016年
- 烏龍麵之國的金色毛毬（木内）
- 金田一少年の事件簿R（柊森一郎[4]）

2017年
- GRANBLUE FANTASY The Animation（騎空士B）
- 決鬥大師（2017年－2018年，ジョリー・ザ・ジョニー[1]、ラウド“NYZ”ノイジー）－3系列作品

2018年
- 紫羅蘭永恆花園（托比·塞爾溫）
- 黃金神威（杉元佐一[5]）
- 藍海少女！（肌肉男）
- 驚爆危機（スアラトル）
- 夢王國與沉睡中的100位王子殿下（帕克斯）
- 黃金神威 第2期（杉元佐一）
- 關於我轉生變成史萊姆這檔事（蘭加[6]）

2019年
- 鬼滅之刃（鬼）
- COP CRAFT（加德納檢事補）
- 在地下城尋求邂逅是否搞錯了什麼II（阿瑞斯）
- BEASTARS（雷格西[7]）
- 魯邦三世 過去的監獄（巴爾默弟）
- 炎炎消防隊（阿薩爾特[8]）

2020年
- ID:INVADED（數田遙）
- 籃球少年王（柏木一至）
- 昨日之歌（魚住陸生）
- 高校之神（審判員R）
- 大欺詐師（克拉克·伊卜拉希姆）
- 食戟之靈 豪之皿（煌觜汪）
- 黃金神威 第3期（杉元佐一）
- 在魔王城說晚安（赤紅哈士奇·改）
- 炎炎消防隊 貳之章（阿薩爾特）

2021年
- BEASTARS 第2期（雷格西）
- 關於我轉生變成史萊姆這檔事 第2期（蘭加）
- 關於我轉生變成史萊姆這檔事 轉生史萊姆日記（蘭加）
- 擾亂 THE PRINCESS OF SNOW AND BLOOD（葛原仁）
- NOMAD MEGALO BOX 2（佐久間隆醐）
- 緋紅結繫（界人·皇）
- 暗夜第六感 2041（藤木マイク）
- 勇者鬥惡龍 達伊的大冒險（西格瑪）
- 境界戰機（能瀬ヒロト）
- 魯邦三世 PART6（殺手①）
- BUILD DIVIDE -#000000-（貝爾帝加）

2022年
- 失格紋的最強賢者（蓋爾）
- 幻想三國誌 -天元靈心記-（劉備）
- JoJo的奇妙冒險 石之海（朗庫·朗庫拉）
- 青之蘆葦（福田達也）
- 女忍者椿的心事（男？）
- BUILD DIVIDE -#FFFFFF-（貝爾帝加）
- 盛開的阿斯諾特莉亞 吸！（リュシアン・ブツァー）
- 轉生賢者的異世界生活～取得第二職業，成為世界最強～（烏特嘉）
- 黃金神威 第4期（杉元佐一）
- 我想成為影之強者！（綁架犯）
- 鏈鋸人（伏）

2023年
- BORUTO-火影新世代-NARUTO NEXT GENERATIONS-（彭吉拉）
- 物之古物奇譚（薙[9]）
- TRIGUN STAMPEDE（莫涅普·蓋爾[10]）
- 勇者死了！（里蘭特·托爾曼[11]）
- 獻祭公主與獸王（耶夢加得[12]）
- 地獄樂（山田淺右衛門士遠[13]）
- 卡片戰鬥！！先導｜ will+Dress（向江仁吉）
- 打工吧！！魔王大人（卡邁爾[14]）
- 我想成為影之強者！ 2nd season（綁架犯）

2024年
- 烈焰先鋒 救國的橘衣消防員（藤代的父親）
- 公主殿下，「拷問」的時間到了（艾克斯[15]）
- 我獨自升級（上原悠真）
- 婚戒物語（斯琉塔）
- 決鬥大師 WIN 決鬥學園篇（ジョリー・ザ・ジョニー）
- 新幹線變形機器人 CHANGE THE WORLD（高輪門道[16]）
- 關於我轉生變成史萊姆這檔事 第3期（蘭加[17]）
- 格鬥實況（拓海）
- 義妹生活（淺村太一[18]）
- 金肉人 完美超人始祖篇（馬克斯·拉茲亞爾[19]）
- 寶可夢地平線（羅伊的父親）
- 新網球王子 U-17 世界盃 SEMIFINAL（肯恩·蘭多爾[20]）
- FAIRY TAIL魔導少年 百年任務（基亞茲）
- 最狂輔助職業【話術士】世界最強戰團聽我號令（萊歐斯）
- BLUE LOCK 藍色監獄 VS. U-20 日本代表隊（不角源[21]）

2025年
- 鬼人幻燈抄（元治）
- 黑執事 -綠之魔女篇-（沃爾夫拉姆[22]）
- 炎炎消防隊 參之章（阿薩爾特[23]）
- 薰香花朵凛然綻放（塚田慎）
- 光逝去的夏天（田中[24]）
- 保齡球少女！（麻衣的父亲）
- NYAIGHT OF THE LIVING CAT 活屍貓之夜（ヨウジ=アダマン[25]）
- WONDANCE—熱舞青春—（アッセイ[26]）

2026年
- 地獄樂（第2期）（山田淺右衛門士遠[27]）
- 公主殿下，「拷問」的時間到了（第2期）（艾克斯[28]）

### OVA
2013年
- 暮蟬悲鳴時 OVA第五輯（災害對策員）

2014年
- 蟲奉行（官員）※單行本第16卷OVA附贈特別版

2018年
- 黃金神威（2018年－2019年，杉元佐一）※單行本第15、17卷DVD附贈特別版

2019年
- 關於我轉生變成史萊姆這檔事（蘭加）

### 剧场版
2020年
- BURN THE WITCH（布魯諾·邦古奈夫）

2022年
- THE FIRST SLAM DUNK（水户洋平）
- 劇場版 關於我轉生變成史萊姆這檔事 紅蓮之絆篇（蘭加[29]）

2024年
- Code Geass 奪回的Rozé（志塚香[30]）

2026年
- 劇場版 關於我轉生變成史萊姆這檔事 蒼海之淚篇（蘭加[31]）

### 網路動畫
2023年
- 關於我轉生變成史萊姆這檔事 柯里烏斯之夢（蘭加[32]）

2024年
- BEASTARS FINAL SEASON（雷格西[33]）

### 遊戲
2013年
- 蟲奉行（白榊夢久）

2014年
- 魔神之骨 時間與空間的魔神（義經／狐狸義經）

2018年
- 霸穹封神演義（陳桐）

2020年
- 赛博朋克2077（V（男性））

2021年
- 戰國無雙5（本多忠勝）
- 緋紅結繫（界人·皇）
- 月姬 -A piece of blue glass moon-（斎木業人）
- BLEACH: Brave Souls（布魯諾·邦古奈夫）

2024年
- Fate/Samurai Remnant（柳生但馬守宗矩）
- 辟邪除妖 Variants Daphne（狄蘭哈特）
- 絕區零（馮·萊卡恩）

### VOMIC漫畫
- 終結的熾天使（2014年，早乙女與一）

### 外語配音
電視/電影
| 年份 | 作品                   | 角色                   | 演員              | 媒介                    |
| ---- | ---------------------- | ---------------------- | ----------------- | ----------------------- |
| 1999 | 總有驕陽（重配版）     | 沃利·沃辛頓            | 保羅·路德         | Netflix串流媒體         |
| 2008 | 殺神特工（重配版）     | 貝瑞                   | 克里斯·普瑞特     | BS日本電視台版本        |
| 2013 | 忠烈楊家將             | 楊七郎/楊延嗣          | 付辛博            | 影碟版本                |
| 2013 | 絕地孤軍               | 艾哈邁德·沙夏          | 亞曆山大·路德維希 | 影碟版本                |
| 2014 | 新美女與野獸           | 簡·巴蒂斯特            | 喬納森·德莫格     | 影碟版本                |
| 2014 | 愛在異鄉               | 韓在俊/李成勛          | 朴海鎮            | 電視版本                |
| 2014 | 絕命正義               | 亨利                   | 史考特·麥奈利     | 影碟版本                |
| 2014 | 末日迷蹤               | 卡麥隆·「波哥」·威廉士 | 查德·麥可·莫瑞    | 影碟版本                |
| 2015 | 守望尘世               | 湯姆“湯米”加維         | 克里斯·澤爾卡     | 付費頻道                |
| 2015 | 反擊                   | 奈特                   | 亞歷山大·路德韋格 | 影碟版本                |
| 2015 | 白幽靈傳奇之絕命逃亡   | 趙盛                   | 安志杰            | 影碟版本                |
| 2015 | 吹夢巨人               | 蒂布斯先生             | 拉菲·斯波         | 公映/影碟版本           |
| 2015 | 時光逆愛90年           | 埃利斯·瓊斯            | 麥可·俞斯曼       | 影碟版本                |
| 2015 | Narcos毒梟             | 奧拉西奧·卡里略上校    | 莫里斯·孔特       | Netflix串流媒體/DVD版本 |
| 2015 | 幸福再敲門             | 卡梅隆                 | 亞倫·保羅         | 影碟版本                |
| 2016 | 叛國追兇               | 瓦西里·尼基金          | 祖爾·堅納文       | 影碟版本                |
| 2016 | 蝙蝠俠對超人：正義曙光 | 「閃電俠」/倪·本理     | 伊薩·米勒         | 公映/影碟版本           |
| 2016 | 怪獸與牠們的產地       | 蘭登·肖                | 羅南·拉夫特瑞     | 公映/影碟版本           |
| 2017 | 巴利薛爾：飛常任務     | 喬治·W·布希            | 康納·泰瑞尼爾     | 影碟版本                |
| 2019 | 三重邊界               | 班·「班尼」·米勒       | 加烈·希隆         | Netflix串流媒體         |
| 2019 | The Witcher            | Jaskier                | 喬伊·貝特         | Netflix串流媒體         |
| 2019 | 哥斯拉II：王者巨獸     | 山姆·科爾曼            | 托馬斯·米德蒂奇   | 公映/影碟版本           |
| 2019 | John Wick 3            | Earl                   | 托比亞斯·西格爾   | 影碟版本                |
| 2020 | 1917                   | 史考菲                 | 喬治·麥凱         | 影碟版本                |
| 2020 | Hollywood              | 洛·赫遜                | 傑克·皮克         | Netflix串流媒體         |
| 2020 | 雖然是精神病但沒關係   | 文鋼太                 | 金秀賢            | Netflix串流媒體         |

### 廣播劇
NHK-FM
青春アドベンチャー
- 魔術師〈原作：江戶川亂步〉（2012年2月6日－10日、2月13日－17日）

FMシアター
- 劇作家系列『大きな豚はあとから来る』〈作：工藤千夏〉（2011年3月5日）
- 家族の肖像〜硫黄島からの手紙〈原案：冨岡直子、脚本：下島三重子〉（2012年2月18日）

### 舞台劇
- おかしな二人（The Odd Couple）
- 宙をつかむ
- ヘンゼルとグレーテル（飾演 日生劇場／天使）
- シーンズ フロム ザ ビッグ ピクチュアー（飾演 ポール・ファガティー）
- ビロクシー・ブルース（2013年）

### 旁白
- 摩根費里曼之穿越蟲洞（聲音演出）
- 地球ドラマチック（聲音演出）
  - 「洞窟に眠る新種の人類」
  - 「ポンペイ 知られざるローマ人の暮らし」

## 外部連結
- 小林親弘的X（前Twitter）
- 小林親弘 - 円企画官方簡介 （页面存档备份，存于）
- 小林親弘 - 日本人才目錄名鑑 （页面存档备份，存于）
- 小林親弘 - 人才資料庫 （页面存档备份，存于）